# جزم (طائر)
الجَزَم أو تُنْجِيّ أو العصفور الوردي (الاسم العلمي: Carpodacus) (بالإنجليزية: Rosefinch)‏ هو جنس من الطيور يتبع الفصيلة الشرشوريات من رتبة العصفوريات.

## أنواع طائر الجزم
- جزم قرمزي
- جزم داكن الصدر
- جزم أرجواني
- جزم أحمر
- جزم كاسيني
- جزم مكسيكي
- جزم جميل
- جزم وردي الردف
- جزم وردي الحاجب
- جزم خمري
- جزم داكن الردف
- جزم سينائي
- جزم وردي
- جزم ثلاثي الخطوط
- جزم مبقع الجناح
- جزم أبيض الحاجب
- جزم أحمر الغطاء
- جزم مخطط
- جزم رائع
- جزم أحمر الوجه
- جزم تبتي